# Levente Lengyel
Pour les articles homonymes, voir Lengyel (homonymie).
Dans le nom hongrois Lengyel Levente, le nom de famille précède le prénom, mais cet article utilise l’ordre habituel en français Levente Lengyel, où le prénom précède le nom.
Levente Lengyel est un joueur d'échecs hongrois, né le 13 juin 1933 à Debrecen et mort le 18 août 2014 à Budapest (Hongrie).

## Biographie et carrière
Grand maître international en 1964, Lengyel a représenté la Hongrie lors de six olympiades et de trois championnats d'Europe  de 1960 à 1970. Lors des olympiades, il remporta une médaille de bronze individuelle en 1962, la médaille de bronze  par équipe en 1966 et la médaille d'argent par équipe en 1970 (il jouait au deuxième échiquier). En 1970, il remporta la médaille d'argent par équipe lors du Championnat d'Europe d'échecs des nations à Kapfenberg (il jouait au deuxième échiquier derrière Lajos Portisch).
Il finit premier ex æquo du championnat de Hongrie en 1962 (13 / 17, +9 =8) mais perdit le match de départage contre Lajos Portisch (1,5 à 3,5).

## Palmarès
Lengyel a remporté les tournois de :
- Budapest 1962 (championnat de la ville),
- Solingen 1968 (devant Parma, Szabo et Pachmann),
- Bari 1972,
- Tournoi d'échecs de Reggio Emilia 1972-1973 (vainqueur au départage devant Ljuben Popov)[3],
- Virovitica 1977,
- Val Thorens 1980,
- Linz 1982.

Il finit 3e-4e du tournoi de Hastings 1963-1964 remporté par Mikhaïl Tal. En 1964, il finit 5e ex æquo du tournoi de Beverwijk.
En 1969, il finit 5e-6e du tournoi de Belgrade, ex æquo avec Efim Geller et battit Mikhaïl Botvinnik.

## Tournoi interzonal
En 1963, Lengyel finit deuxième du tournoi zonal de Enschede derrière Svetozar Gligoric, ex æquo avec Klaus Darga et se qualifia pour le tournoi interzonal de 1964.
Lors du tournoi interzonal d'Amsterdam 1964, Lengyel marqua 13 points sur 23 et finit douzième devant Pachman, Evans, Tringov, Benko et Rossetto.